# Olympia-Schießanlage Garching-Hochbrück

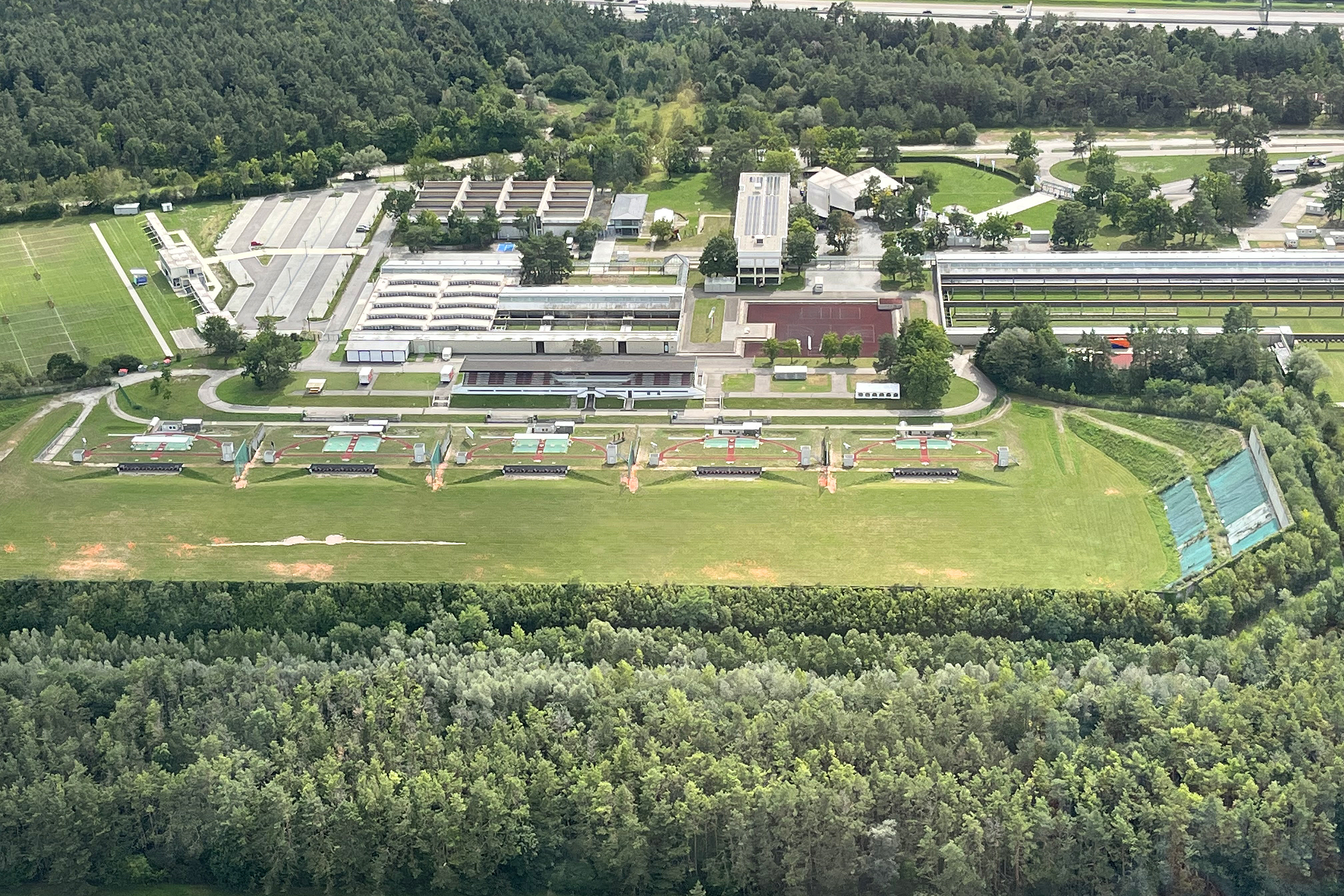
Olympia-Schießanlage Garching-Hochbrück, Luftbild der Anlage

Die Olympia-Schießanlage Garching-Hochbrück im Garchinger Stadtteil Hochbrück ist die größte zivile Schießsportanlage der Welt und gilt als eine der modernsten Austragungsstätten für die olympischen und nichtolympischen Disziplinen des Sportschießens. Sie wurde für die Olympischen Spiele 1972 auf einem ehemaligen Standortübungsplatz der Bundeswehr errichtet.

## Geschichte
Auf Bitte von Willi Daume in dessen Funktion als Präsident des Nationalen Olympischen Komitees für Deutschland (NOC) um Unterstützung der Olympischen Spiele durch die Bundeswehr entschied der Bundesminister der Verteidigung 1970, zu dieser Zeit noch Helmut Schmidt, die Unterstützung der Veranstaltung in erheblichem Umfang, wobei dieser sich sämtliche Entscheidungen hinsichtlich der Hilfeleistung selbst vorbehielt. Zu den Unterstützungsleistungen zählte auch die Überlassung von Gelände für die Olympiaschießanlage.
Der Grund für die Errichtung einer Anlage in dieser Dimension waren einerseits die damals gültigen Regeln, dass jede teilnehmende Nation in jeder schießsportlichen Disziplin bis zu drei Schützen an den Start gehen lassen durfte, was den Bau von 102 Schießständen sowie dreier Wurfscheibenanlagen erforderlich machte, um einen zügigen Ablauf der Wettbewerbe zu gewährleisten. Ebenso war es erforderlich, 43 Schießstände mit einer Zieldistanz von 300 m anzulegen, da in München letztmals Großkalibergewehrdisziplinen auf diese Distanz ausgetragen wurden. Olympiasieger in dieser Disziplin wurde der US-Amerikaner Lones Wigger.
Der Bayerische Sportschützenbund übernahm nach den Olympischen Sommerspielen von 1972 die Anlage von der Bundesrepublik Deutschland im Jahre 2006 als Eigentümer und hatte nun erstmals in seiner Geschichte die Möglichkeit, Landes- und Bundesmeisterschaften an einem Ort durchzuführen. Nach umfangreichen Sanierungen der Wurfscheibenanlage, der Luftdruckwaffenhalle sowie der Bogensportanlage gilt die Anlage in Fachkreisen als die größte und modernste zivile Schießsportanlage weltweit. Sie dient auch als Landesleistungszentrum und als Olympiastützpunkt.

## Anlagen
Auf dem Areal befinden sich die nachfolgend beschriebenen Gebäude und Schießsportanlagen.
DruckluftwaffenhalleDer Bau der Druckluftwaffenhalle Anfang der 1980er-Jahre erlaubt den Schießbetrieb mit Druckluftwaffen während des ganzen Jahres (insbesondere hinsichtlich der sogenannten Indoor-Wettbewerbe). Für die Luftgewehr-, Luftpistolen- und Zimmerstutzenschützen stehen vollelektronische Trefferanzeigen zur Verfügung. Die Halle ist 60 Meter lang und 38 Meter breit. Die 50 Stände auf der linken Hallenseite sind umbaubar für Zimmerstutzen (15-Meter-Distanz), die 50 Stände auf der rechten Seite sind für Armbrust auf die 10-Meter-Distanz nutzbar. Hallenbogen-Wettbewerbe werden quer von links nach rechts auf die Entfernungen 18 Meter geschossen. Die Halle kann bei Lehrgängen zugleich als Turnhalle für Konditions- und Fitnesstraining genutzt werden. Im Anbau der Halle sind zudem etliche Unterrichts- und Büroräume eingerichtet.
GewehrhalleDie Gewehrhalle beherbergt 102 Schießbahnen, die alle eine Schießdistanz von 50 Metern ermöglichen. 41 Stände können für Armbrust-Wettbewerbe auf die 30-Meter-Distanz umgerüstet werden. Auf 42 Ständen können Kleinkaliber-Disziplinen auf 100 Meter und Großkaliber-Disziplinen auf 300 Meter geschossen werden. Letztere waren 1972 noch im olympischen Programm. Auf Grund der Lärmentwicklung beim Schießen wird die 300-Meter-Disziplin nur noch zu bestimmten Zeiten genutzt, z. B. bei der Bayerischen und Deutschen Meisterschaft und an bestimmten Trainingstagen. Alle Stände sind mit vollelektronischer Trefferermittlung ausgestattet (außer Armbrust).
PistolenhalleDie Pistolenhalle ist mit 42 Ständen auf eine Schießdistanz von 25 Metern ausgestattet. Auf 40 Ständen können alle 25-Meter-Wettbewerbe der Sportordnung des DSB auf elektronische Scheiben ausgetragen werden.
FinalhalleUm internationale Wettbewerbe auf der Olympia-Schießanlage austragen zu können, wurde 1999 die Laufende-Scheibe-Anlage der Olympischen Spiele von 1972 in eine Finalhalle umgebaut. In der Halle sind weiterhin für die Disziplin Laufende Scheibe zwei Anlagen auf 50 und fünf auf 10 Meter vorhanden. Außerdem können in der Finalhalle Wettbewerbe auf 10, 25 und 50 Meter ausgetragen werden. Für alle Disziplinen sind vollelektronische Trefferanzeigen installiert. Ergänzt wird das Angebot von sechs mechanischen Klappscheibenanlagen für Kleinkaliberschützen.
WurfscheibenanlageDie von 2007 bis 2009 neu erbaute Wurfscheibenanlage verfügt über fünf kombinierte Trap- und Skeet-Stände. Die Zuschauertribüne der Wurfscheibenanlage wurde 2010 modernisiert und auf den neuesten Stand der Technik und des Schallschutzes gebracht. In dieser sind zudem Sanitär-, Unterrichts- und Büroräume untergebracht.
Bogensportanlage
Seit 2019 komplettiert eine Bogensportanlage das sportliche Angebot. Auf der weitläufigen Anlage können gegenüber der 120 Meter langen Schießlinie bis zu 60 Bogenscheiben aufgestellt werden. Das Zweckgebäude beheimatet neben Büros Lager- und Sanitärräumen auch das Fitnessstudio für die Kaderathleten.
Conny-Wirnhier-Platz
Der Platz der Siegerehrungen ist nach Konrad Wirnhier, dem Olympiasieger im Skeet von 1972, benannt.
Hauptgebäude
Im zentral gelegenen mehrgeschossigen Hauptgebäude ist die Geschäftsstelle des Bayerischen Sportschützenbundes untergebracht. Verschiedene Sitzungs- und Schulungsräume verteilen sich über zwei Stockwerke des Gebäudes. Im zweiten Teil des Hauptgebäudes ist das Hotel Olympia mit 40 Zimmern (78 Betten) mit Restaurant und Biergarten untergebracht.